# Gonzalo Quesada

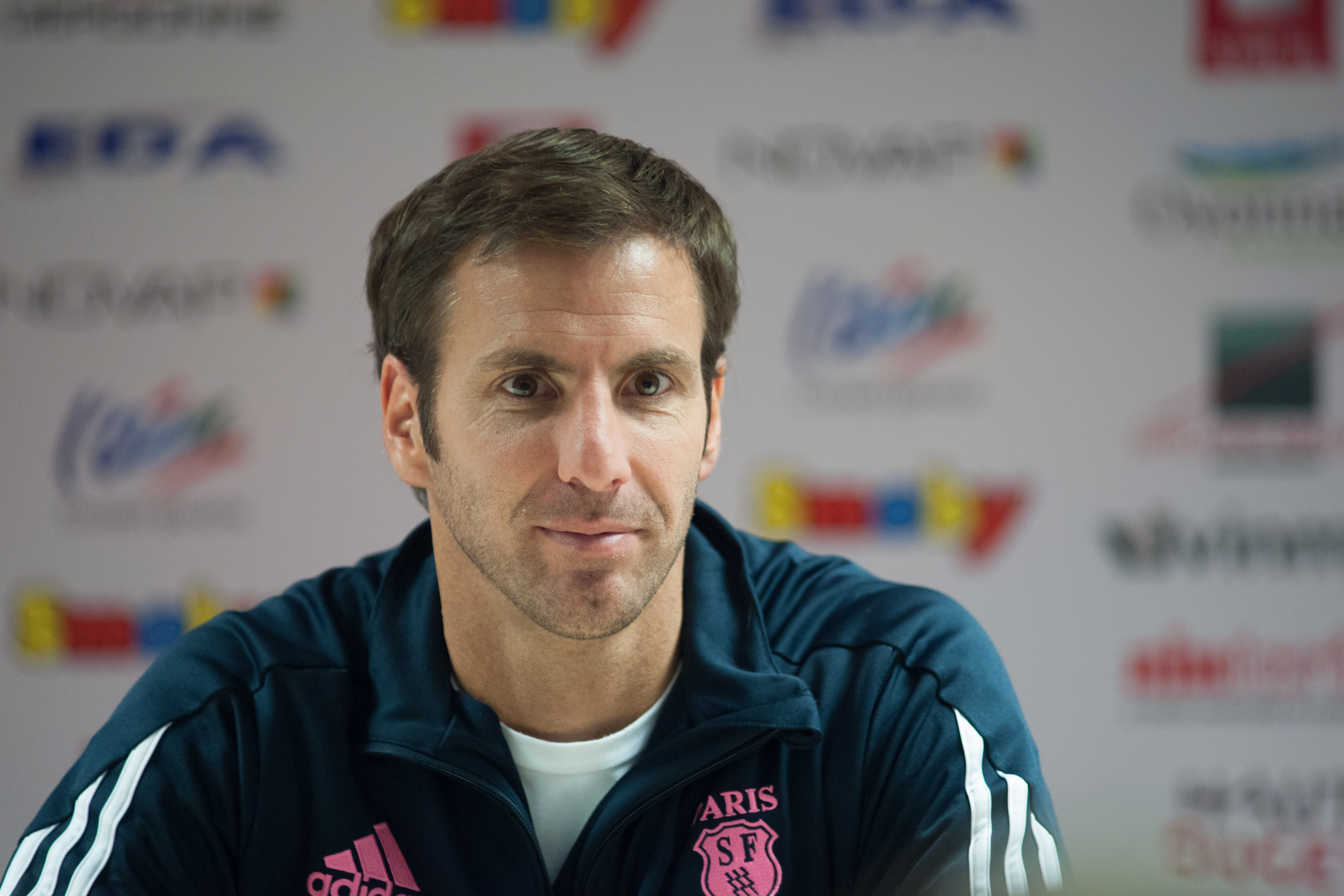

Gonzalo Quesada (Buenos Aires, 2 de maio de 1974) é um ex-jogador argentino de rugby union.
Conhecido como Gonza, Queso e Speedy Gonzalo, jogava na posição de abertura, sendo considerado sucessor de Hugo Porta. Ao lado de Porta e de Aitor Otaño, Quesada é um dos três únicos rugbiers eleitos como o melhor esportista da Argentina. Terceiro e último, Quesada recebeu em 1999, a premiação, o Olimpia de Oro, por conta de seu desempenho na Copa do Mundo realizada naquele ano.
Foi a primeira Copa em que a seleção argentina, que vinha de uma preparação conturbada entre jogadores e alguns técnicos, avançou da primeira fase e chegou às quartas-de-final. Quesada foi o grande nome da campanha dos Pumas, demonstrando grande pontaria, chegando até a marcar todos os pontos argentinos na partida contra o anfitrião País de Gales, em derrota por 18-23.
Ele também foi decisivo na vitória de virada sobre Samoa, na única derrota desta para a Argentina, a quem havia vencido nas duas Copas anteriores; na vitória sobre o Japão, que classificou os sul-americanos para a fase seguinte, em partida que terminaria empatada se os 21 pontos marcados por Quesada fossem retirados; e na vitória sobre a Irlanda, em triunfo só alcançado no final da partida e que colocou os argentinos nas quartas-de-final. Também deixou sua marca na eliminação, contra a França, embora o desgaste da partida fizesse-o ter de ser substituído por Felipe Contepomi, por sua vez seu "sucessor" na década de 2000.
Quesada terminou como maior pontuador do mundial, marcando 102 para a Argentina; posteriormente, seria contratado pela própria seleção francesa, para treinar os chutadores desta. Ele despediu-se dos Pumas ao fim da participação argentina na Copa do Mundo de Rugby de 2003. O país voltou a cair na primeira fase, após um agoniante 15-16 contra a Irlanda. Quesada foi novamente o maior pontuador de sua seleção, desta vez com 33 pontos, e ainda é o argentino que mais pontuou em mundiais, totalizando 135 pontos; na lista geral, é o sétimo. Em seu país, atuava pelo Hindú.